# NGC 2778
NGC 2778 је елиптична галаксија у сазвежђу Рис која се налази на NGC листи објеката дубоког неба.
Деклинација објекта је + 35° 1' 40" а ректасцензија 9h 12m 24,5s. Привидна величина (магнитуда) објекта NGC 2778 износи 12,3 а фотографска магнитуда 13,3. Налази се на удаљености од 34,943 милиона парсека од Сунца. NGC 2778 је још познат и под ознакама UGC 4840, MCG 6-20-43, CGCG 180-54, PGC 25955.